# M548
Der M548 ist ein Transporter auf Basis des Schützenpanzer M113 und wurde von der FMC Corporation in San José in den USA gebaut.

## Technik

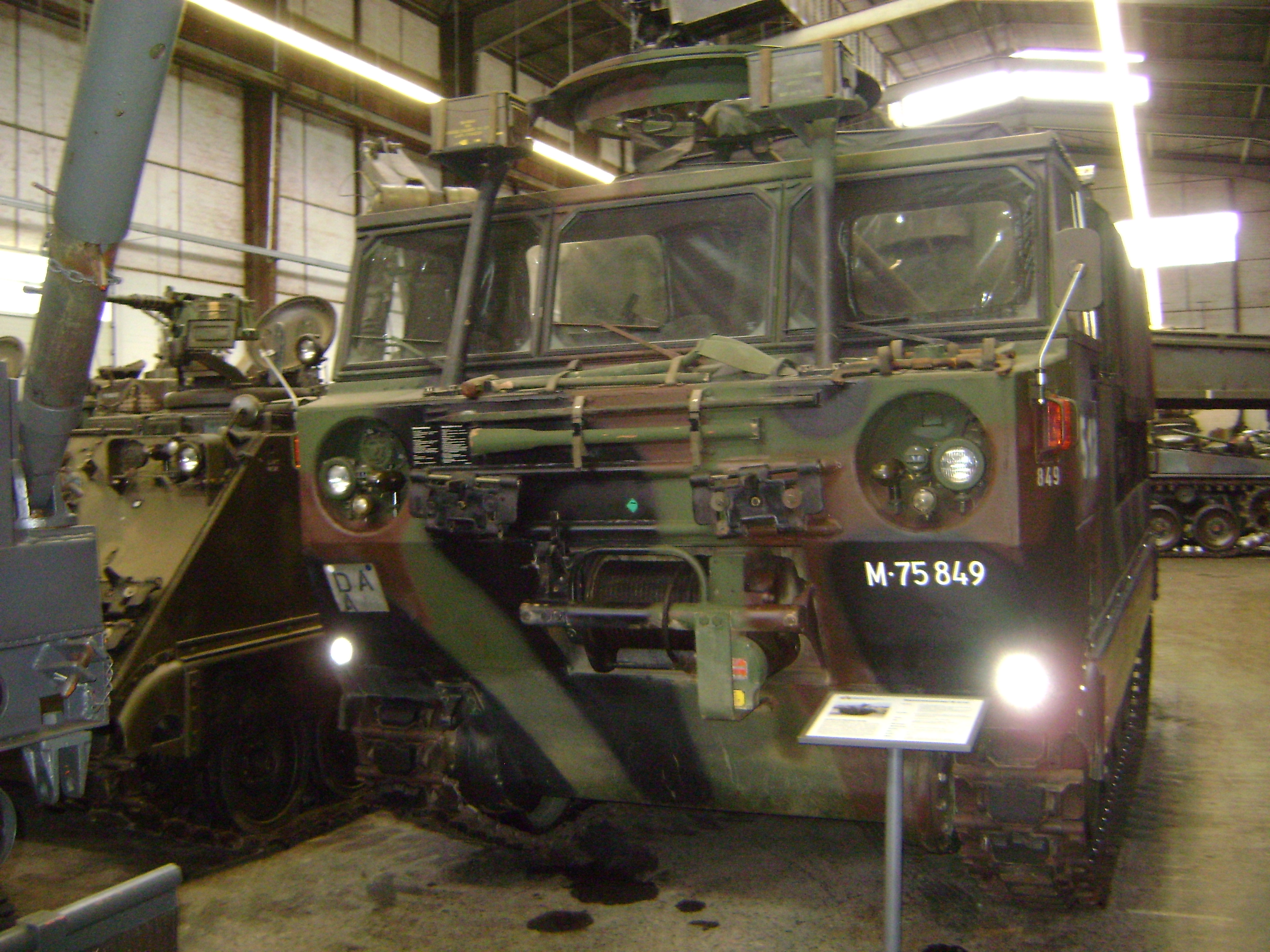
M548 Front

### Antrieb
Die Kraft des Motors treibt den Zwischentrieb, Generator sowie Ölpumpen für die Rampenhydraulik und die Kühlung des Lenkgetriebes an. Der Zwischentrieb kann als Trennkupplung beim Abschleppen des Fahrzeugs genutzt werden und dient der Untersetzung der Motordrehzahl. In der Kraftübertragung folgt dem Zwischentrieb der Drehmomentwandler mit automatischer Überbrückungskupplung.
An den Wandler ist das Getriebe angeschlossen. Das automatische Schaltgetriebe hat drei Vorwärtsgänge und einen Rückwärtsgang. Vier Fahrstufen sind vom Fahrer wählbar. Stufe I verwendet nur den ersten Gang, um die Motorbremse in einem Gefälle auszunutzen. Stufe I–II wählt zwischen dem ersten und dem zweiten Gang, um in hügeligem Gelände anzufahren und leicht vorwärtszukommen, ohne den ersten Gang allein zu belasten. Die dritte Schaltstufe I–III schaltet zwischen allen drei Gängen hin und her. Diese Schaltstufe bietet sich bei mäßigem bis leichtem Gelände an, und schließlich ist Schaltstufe II–III für das Fahren im Straßenverkehr vorgesehen, da das Getriebe nur zwischen dem zweiten und dem dritten Gang wählt, um im fließenden Verkehr möglichst keine Behinderung darzustellen. Kreuzgelenkwellen übertragen die 156 kW über Winkeltriebe, Doppelausgleichslenkgetriebe und Seitenvorgelege zu den Antriebszahnkränzen, die wie Zahnräder aufgebaut sind und in die Kette greifen.

### Fahrwerk
Das Fahrwerk ist ein drehstabgefedertes 7-Rollen-Laufwerk. Es besteht aus fünf Laufrollen, einem Führungsrad am Heck und dem vorderen Antriebsrad. Stützrollen sind wegen der straff gespannten und verhältnismäßig leichten Kette nicht nötig. Um Beschädigungen der Fahrbahn zu vermeiden, tragen die einzelnen Kettenglieder Kettenpolster. Von ihnen können zehn Stück pro Kette bei entsprechender Witterung gegen Schneegreifer aus Metall ausgetauscht werden. Bei Geländefahrt muss der Fahrer darauf achten, die Kettenspannung konstant zu halten. Beim Überqueren von spitzen Kuppen muss der Fahrer Gas wegnehmen, sonst können einzelne Drehstäbe überlasten und brechen. Selbst mit einem ausgefallenen Drehstab ist der M548 noch fahrtüchtig.

## Modellvarianten der Schweizer Armee

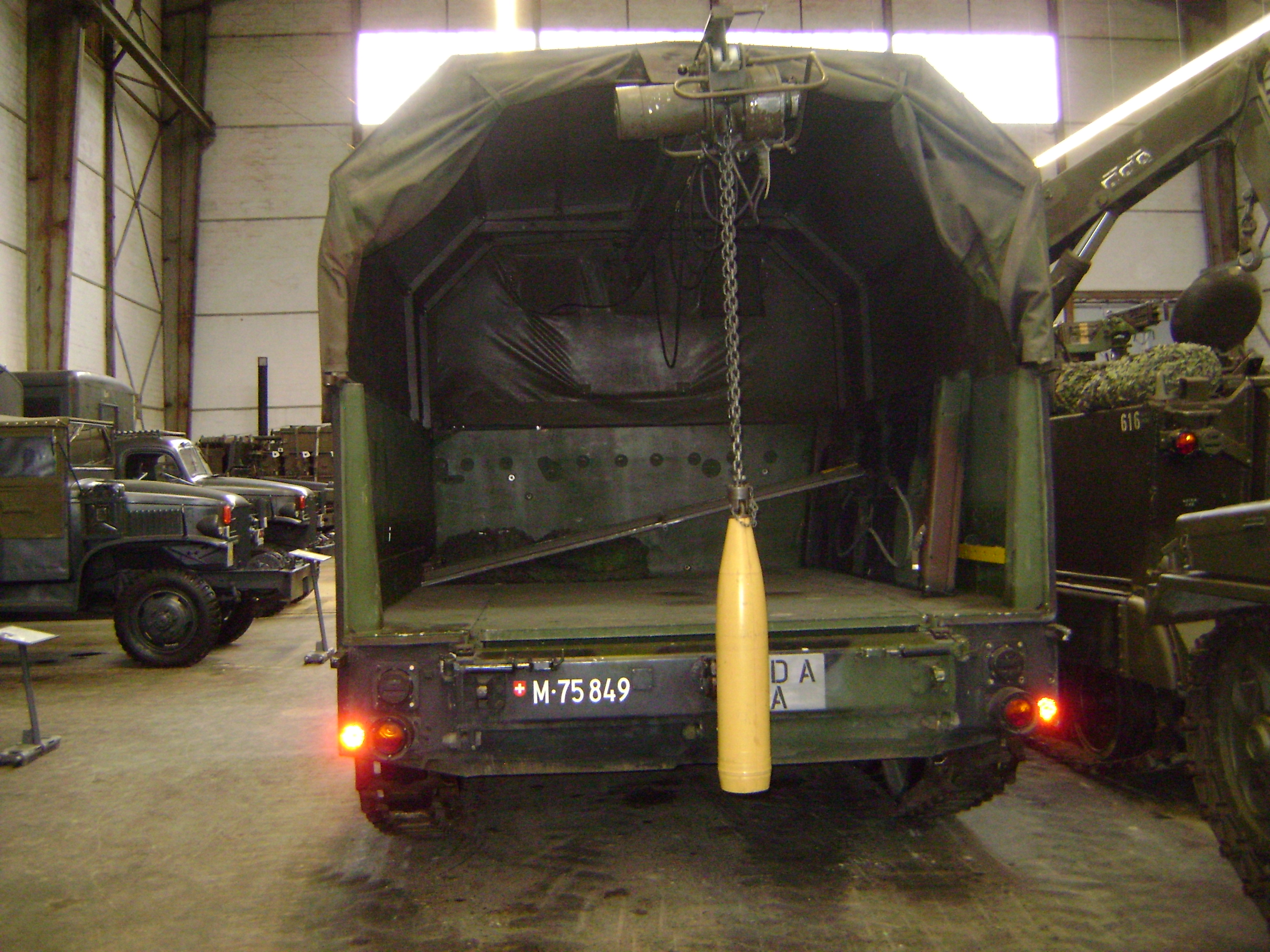
Heck M548

- Raupentransportwagen 68 (Rpe Trspw 68) M548 Munitionstransporter
- Raupentransportwagen 88. Das Modell 88 (M+75829 bis M+75882) wurde von 1986 bis 1988 in total 54 Stück beschafft. Das Modell weist gegenüber dem Vorgängermodell 68 Fleckentarnanstrich auf, verbesserte Dieselheizung und verbessertes Fahrwerk auf.

Die M548 wurden bei der Schweizer Armee vor allem als Munitionstransporter in den mit Panzerhaubitze M109 ausgerüsteten Panzerhaubitzbatterien eingesetzt. Jedoch auch bei den Panzer- und Waffenmechaniker Rekrutenschulen 282 eingesetzt sowie bei der Panzerminenwerferkompanie 16/5. Die übliche Beladung besteht aus 10 Paletten zu 8 Geschossen 155 mm inklusive Ladungen und Zündern. Das Handling erfolgt mit einem elektrischen Flaschenzug.
Ein M548 befindet sich im Schweizerischen Militärmuseum Full.

## Kampfeinsätze
Der M548 wird von der Ukraine im Russisch-Ukrainischen Krieg eingesetzt. Laut dem Oryx-Blog ging mit Stand Dezember 2024 mindestens ein Fahrzeuge verloren.